# Kuzma (Eslovenia)
Kuzma (pronunciación eslovena: [ˈkuːzma]; nombre antiguo: Kuzdoblan; prekmuro: Küzdobljan; húngaro: Kuzma) es una localidad eslovena, capital del municipio homónimo en el noreste del país.
En 2019, la localidad tenía una población de 434 habitantes.
Se conoce la existencia de la localidad desde 1387, cuando se menciona como Zalocha o Zaloucha. Adoptó su topónimo moderno Kuzdoblan en referencia a la iglesia del pueblo, que está dedicada a los santos Cosme y Damián, pasando a llamarse con el tiempo Kuzma en referencia a San Cosme.
Se ubica cerca de la frontera con Austria, unos 5 km al sur de la ciudad austriaca de Minihof-Liebau.